# Sân vận động Poznań
Sân vận động thành phố ở Poznań (tiếng Ba Lan: Stadion Miejski w Poznaniu, phát âm [ˈstadjɔn ˈmjɛjskʲi]), đôi khi được gọi là Sân vận động phố Bułgarska (Sân vận động Phố Bulgaria)  là một Hiệp hội sân vận động bóng đá ở Poznań, Ba Lan. Nó có sức chứa là 43.269 (tất cả đều có chỗ ngồi). Sân vận động ban đầu được xây dựng từ năm 1968 đến 1980. Từ khi khánh thành vào tháng 8 năm 1980, Lech Poznań đã sử dụng mặt bằng nơi này làm địa điểm trung tâm. Nó cũng đã được sử dụng bởi câu lạc bộ  Warta Poznań. Mặt sân nằm trên đường ul. Bułgarska ở phía tây nam của thành phố (quận Grunwald).
Trong những năm 2003-2010, sân vận động đã được xây dựng lại hoàn chỉnh, bao gồm cả việc xây dựng bốn khán đài mới được bảo hiểm đầy đủ. Hiện tại, đây là sân vận động lớn thứ năm ở Ba Lan (sau Sân vận động quốc gia, Sân vận động Silesia, Sân vận động thành phố ở Warsaw và Sân vận động Energa Gdańsk) và lớn thứ ba ở Giải bóng đá vô địch quốc gia Ba Lan Ekstraklasa (sau sân ở Warsaw và Gdansk). Sân được khai trương sau khi việc tu sửa cuối cùng hoàn thành vào ngày 20 tháng 9 năm 2010, với buổi hòa nhạc của Sting. 

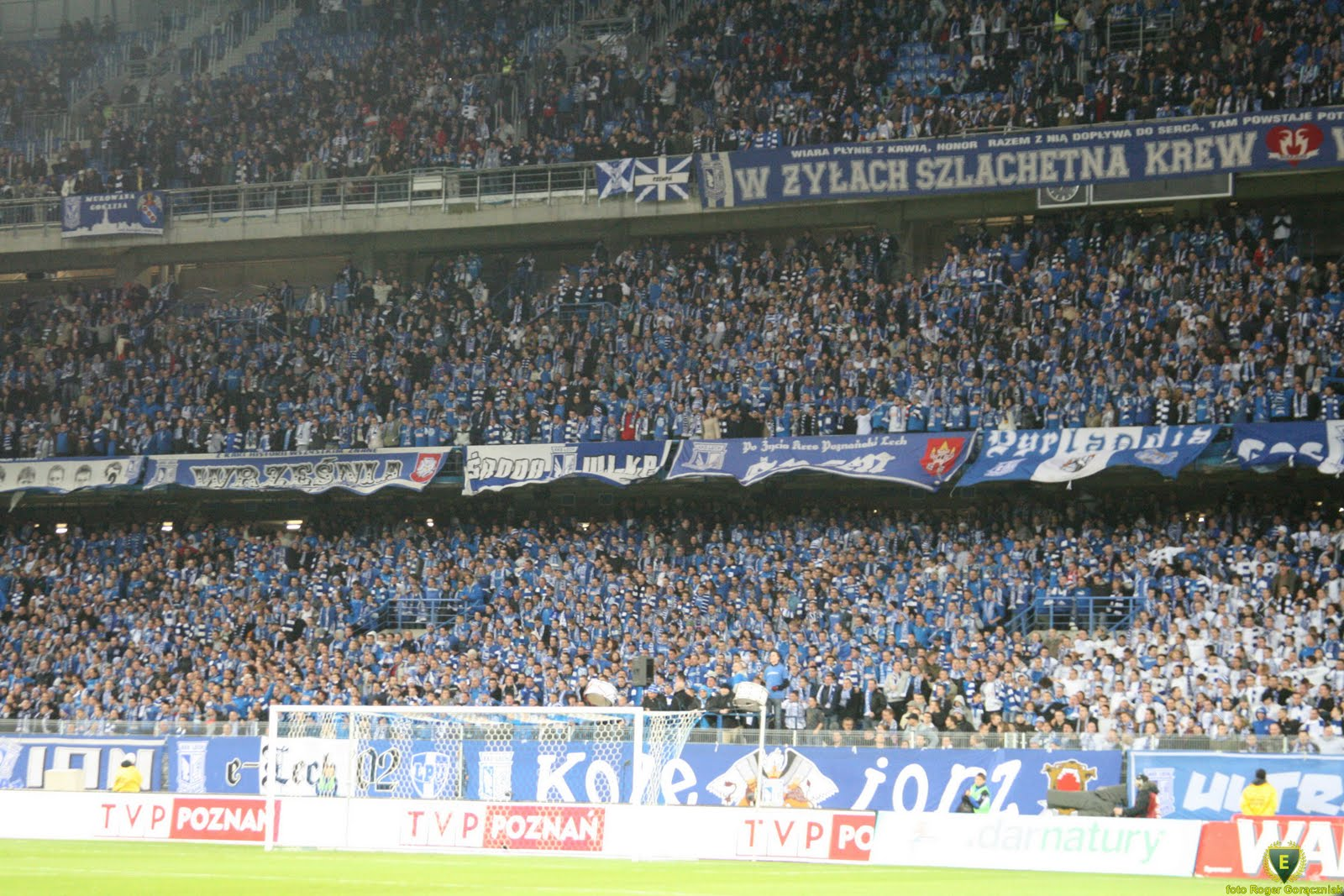
Người hâm mộ của Lech trong trận đấu

## Đặc điểm khán đài
- Khán đài I (chiều dài - 136,13 m / chiều rộng - 58,64 m)

Đây là khán đài chính trên sân vận động. Tiện nghi dưới khán đài được thiết kế cho người chơi (phòng thay đồ, phòng tắm hơi, phòng mát xa, v.v.), báo chí và khách đặc biệt. Dưới khán đài I có một bãi đậu xe ngầm cho xe hơi và xe buýt (- 4,90 mét). Các tầng còn lại được dành riêng cho người chơi, trọng tài, người hâm mộ và báo chí. Hơn nữa, có phòng hội nghị, văn phòng, kho lưu trữ và phòng kỹ thuật nằm dưới khán đài. Sân tập được đặt phía sau khán đài này.
- Khán đài II (chiều dài - 128,73 m / chiều rộng - 48,35 m)

Khán đài II nằm ở mặt bên cạnh của pháo đài lịch sử có tên VIII Grolman. Khán đài là khán đài ba cấp duy nhất trên sân vận động dành riêng cho khán giả. Một số phòng nằm ở góc tây nam của Khán đài. II được dành riêng cho khu phức hợp khách sạn trong tương lai.
- Khán đài III (chiều dài - 136,13 m / chiều rộng - 58,64 m)

Khán đài phía đông của sân vận động nằm ở phía bên đường Bułgarska. Đây là khán đài thứ hai nằm sau lề. Tất cả năm tầng với các khu ẩm thực, nhà vệ sinh, cầu thang và các tiện ích khác được thiết kế cho khán giả. Các cơ sở lưu trữ, phòng kỹ thuật, kho và phòng nhân viên được đặt ở các cấp thấp hơn trên Khán đài này. Ngoài ra, ở cấp độ + 3,30, có hai phòng hội nghị với sức chứa 25 và 50 người.
- Khán đài IV (chiều dài - 189,00 m / chiều rộng - 42,80 m)

Khán đài phía Bắc được xây dựng đầu tiên, trước khi sửa đổi kiến trúc của sân vận động. Đây là khán đài nhỏ nhất trên sân vận động với tất cả không gian và phòng dành riêng cho khán giả. Cấu trúc bao gồm bốn tầng. Ở cấp độ + 6,60, có chỗ ngồi cho người khuyết tật nằm. 

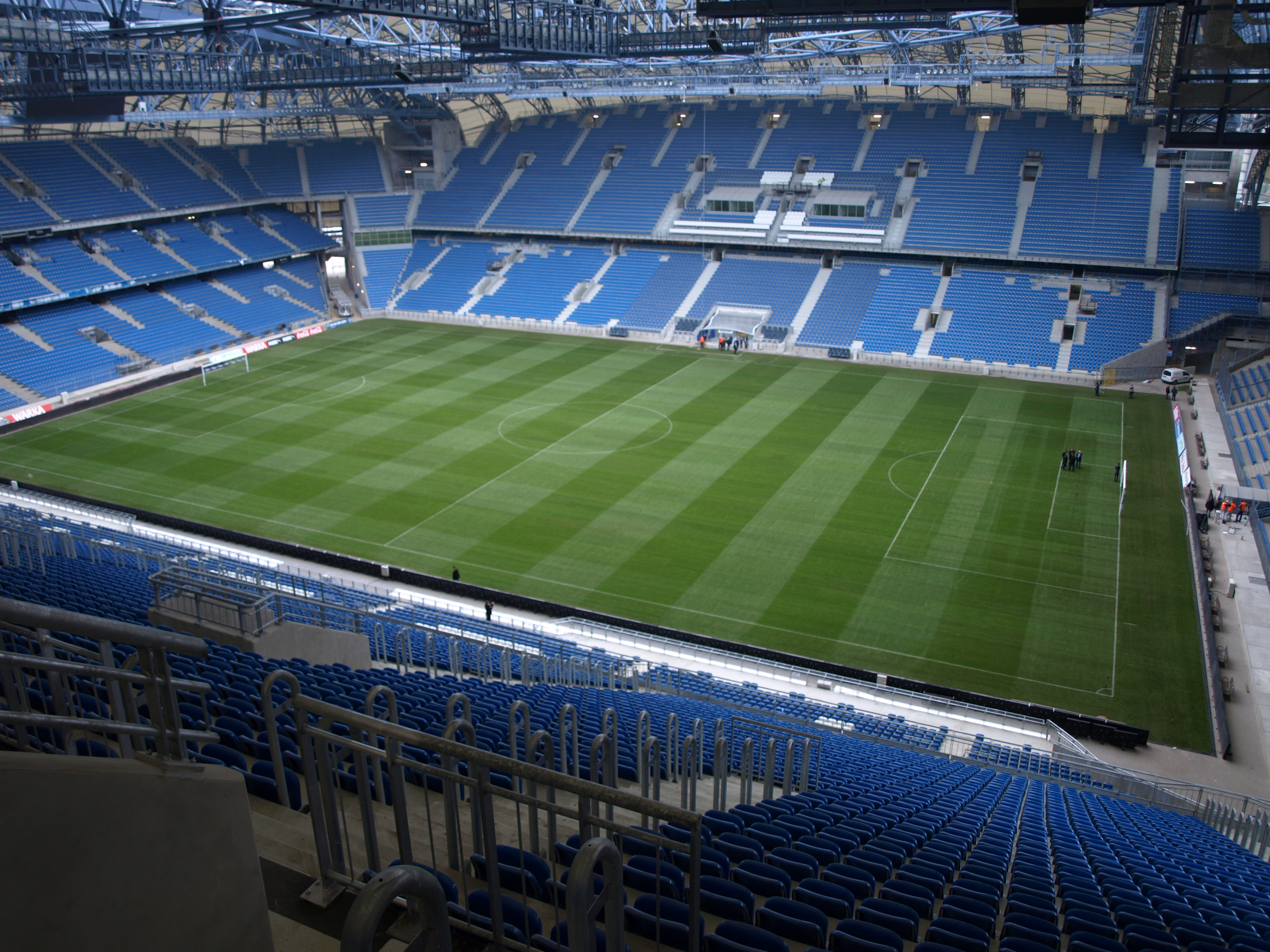
Khán đài phía tây
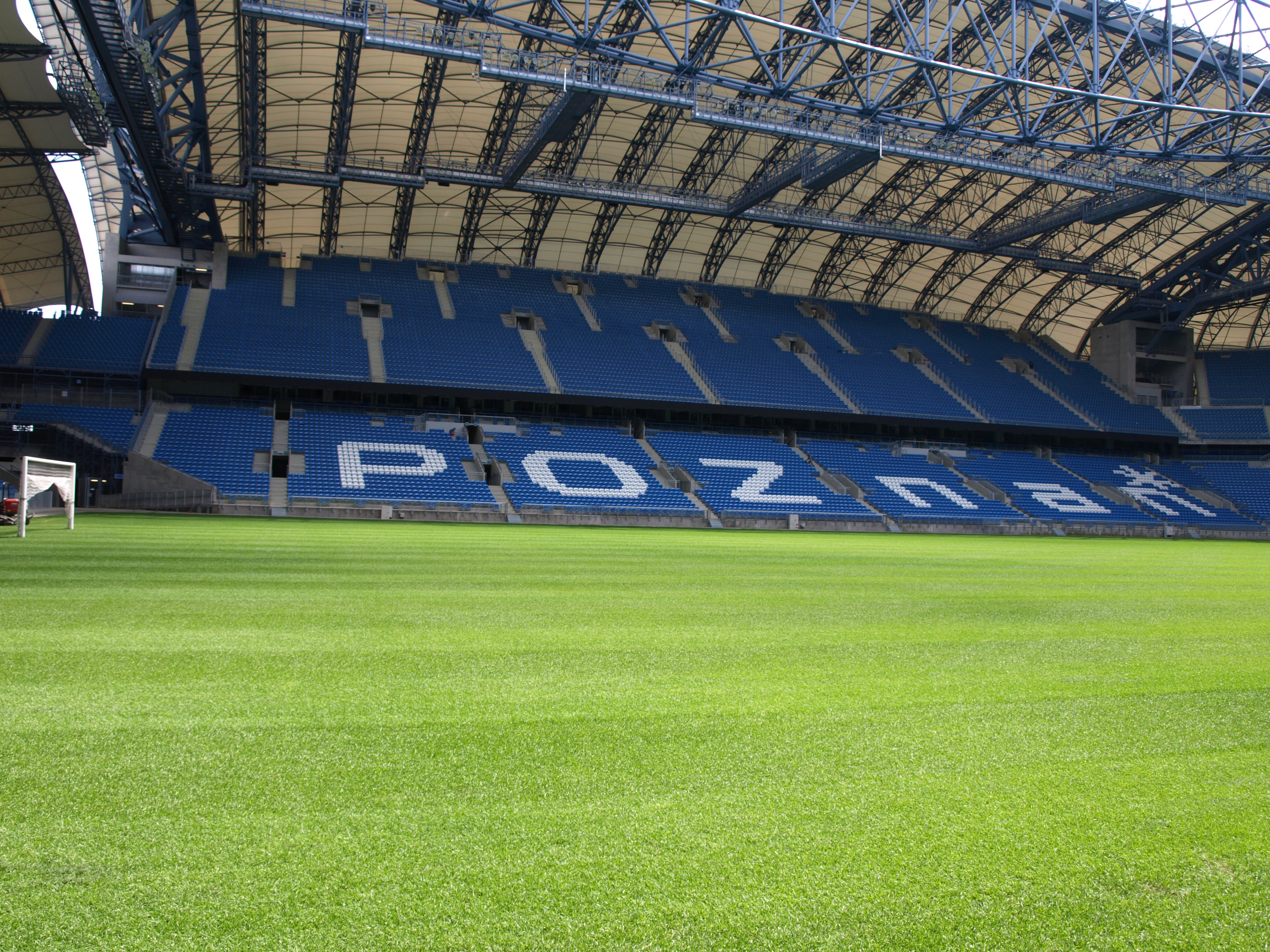
Khán đài phía đông
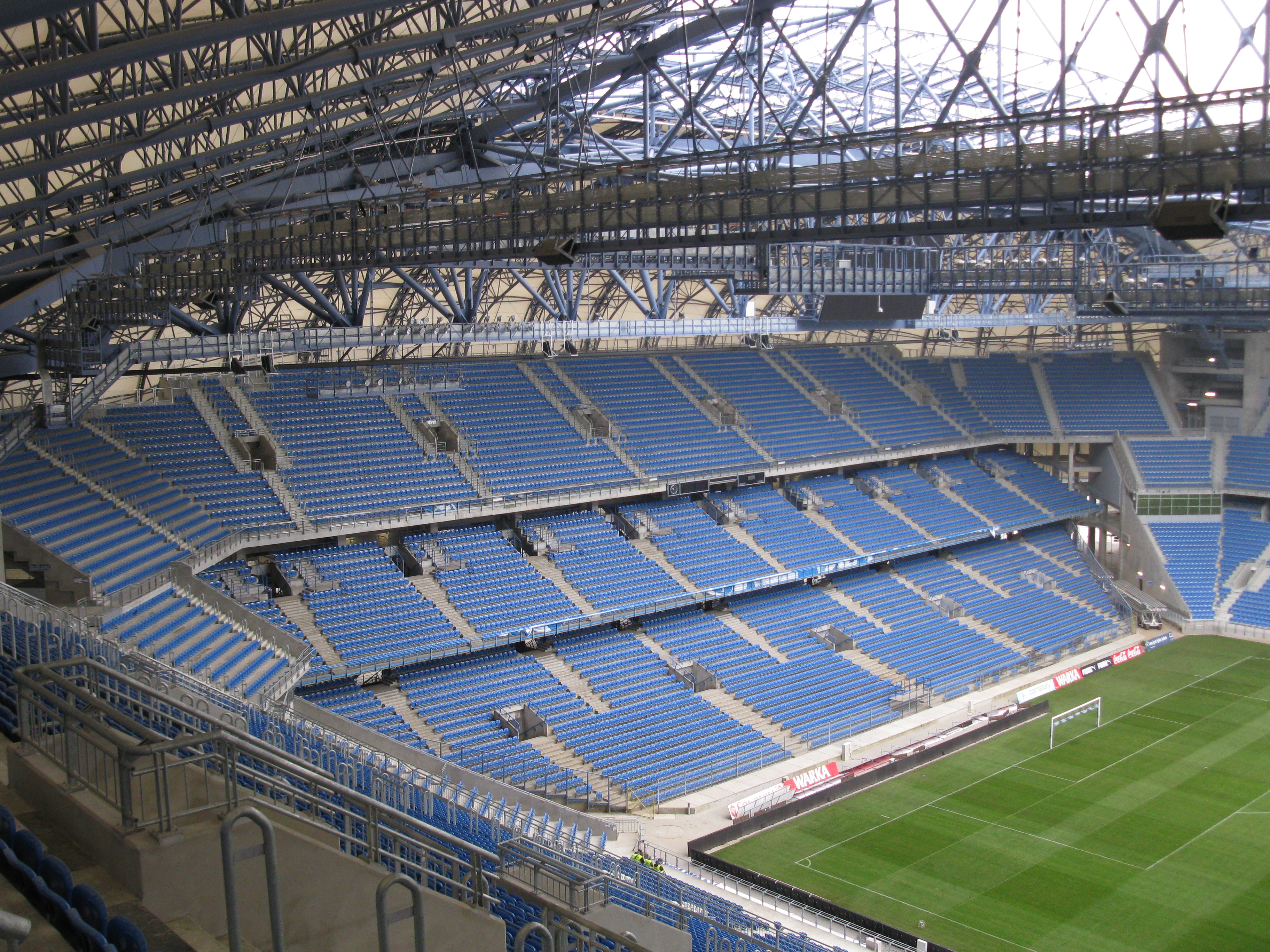
Khán đài phía nam

## Bảo trì sân bóng
Trong quá trình tái thiết, người ta đã quyết định xây dựng những khán đài khá dốc để thúc đẩy sự tương tác của khán giả. Tuy nhiên, cỏ không thể phát triển được trên sân bóng đá vì ánh sáng mặt trời khó đi qua. Điều này làm cho cỏ cần được thay một vài lần trong năm.

## Các trận đấu của đội tuyển bóng đá quốc gia Ba Lan
| STT | Cuộc thi | Ngày                      | Đấu thủ                          | Kết quả  | Tham dự | Người ghi bàn cho Ba Lan                 |
| --- | -------- | ------------------------- | -------------------------------- | -------- | ------- | ---------------------------------------- |
| 1   | Giao hữu | 17 tháng 11 năm 2010      | liên_kết=\|viền Bờ Biển Ngà      | 3 Tiếng1 | 42.000  | 2 x Robert Lewandowski, Ludovic Obraniak |
| 2   | Giao hữu | Ngày 15 tháng 11 năm 2011 | liên_kết=\|viền Hungary          | 2 trận1  | 7.500   | Paweł Brożek, Vilmos Wrapszák (og)       |
| 3   | Giao hữu | Ngày 19 tháng 11 năm 2013 | liên_kết=\|viền Cộng hòa Ireland | 0 Cung0  | 31.100  |                                          |
| 4   | Giao hữu | 26 tháng 3 năm 2016       | liên_kết=\|viền Serbia           | 1 Phi0   | 38.271  | Jakub Błaszchotowski                     |
| 5   | Giao hữu | Ngày 8 tháng 6 năm 2018   | liên_kết=\|viền Chile            | 2 trận2  | 41.216  | Robert Lewandowski, Piotr Zieliński      |

## Các trận đấu Euro 2012
Sân vận động là một trong những địa điểm cho vòng bảng của giải vô địch UEFA Euro 2012. Ba trận đấu của bảng C đã được chơi ở đó: Croatia - Cộng hòa Ireland vào ngày 10 tháng 6, Croatia - Ý vào ngày 14 tháng 6 và Cộng hòa Ireland - Ý vào ngày 18 tháng 6. (Ba trận đấu còn lại trong bảng đó diễn ra tại PGE Arena, Gdańsk). 
| Ngày                     | Thời gian (CEST) | Đội số 1                         | Kết quả | Đội số 2                         | Bảng   | Số người tham dự |
| ------------------------ | ---------------- | -------------------------------- | ------- | -------------------------------- | ------ | ---------------- |
| Ngày 10 tháng 6 năm 2012 | 20:45            | liên_kết=\|viền Cộng hòa Ireland | 1 Lốc3  | liên_kết=\|viền Croatia          | Nhóm C | 39,550           |
| 14 tháng 6 năm 2012      | 18:00            | liên_kết=\|viền Ý                | 1111    | liên_kết=\|viền Croatia          | Nhóm C | 37.096           |
| 18 tháng 6 năm 2012      | 20:45            | liên_kết=\|viền Ý                | 2 trận0 | liên_kết=\|viền Cộng hòa Ireland | Nhóm C | 38.794           |

## Thư viện ảnh

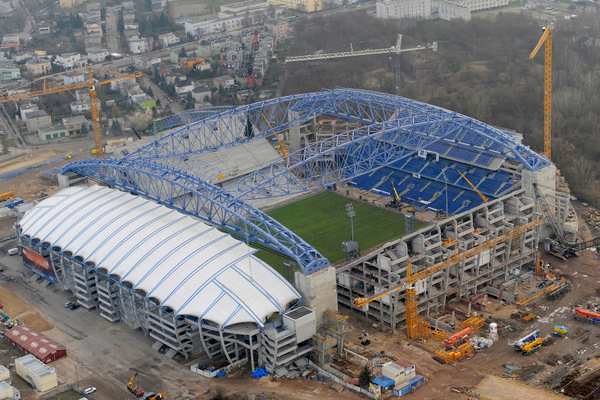
Trong quá trình xây dựng - nhìn từ trên không (2009)
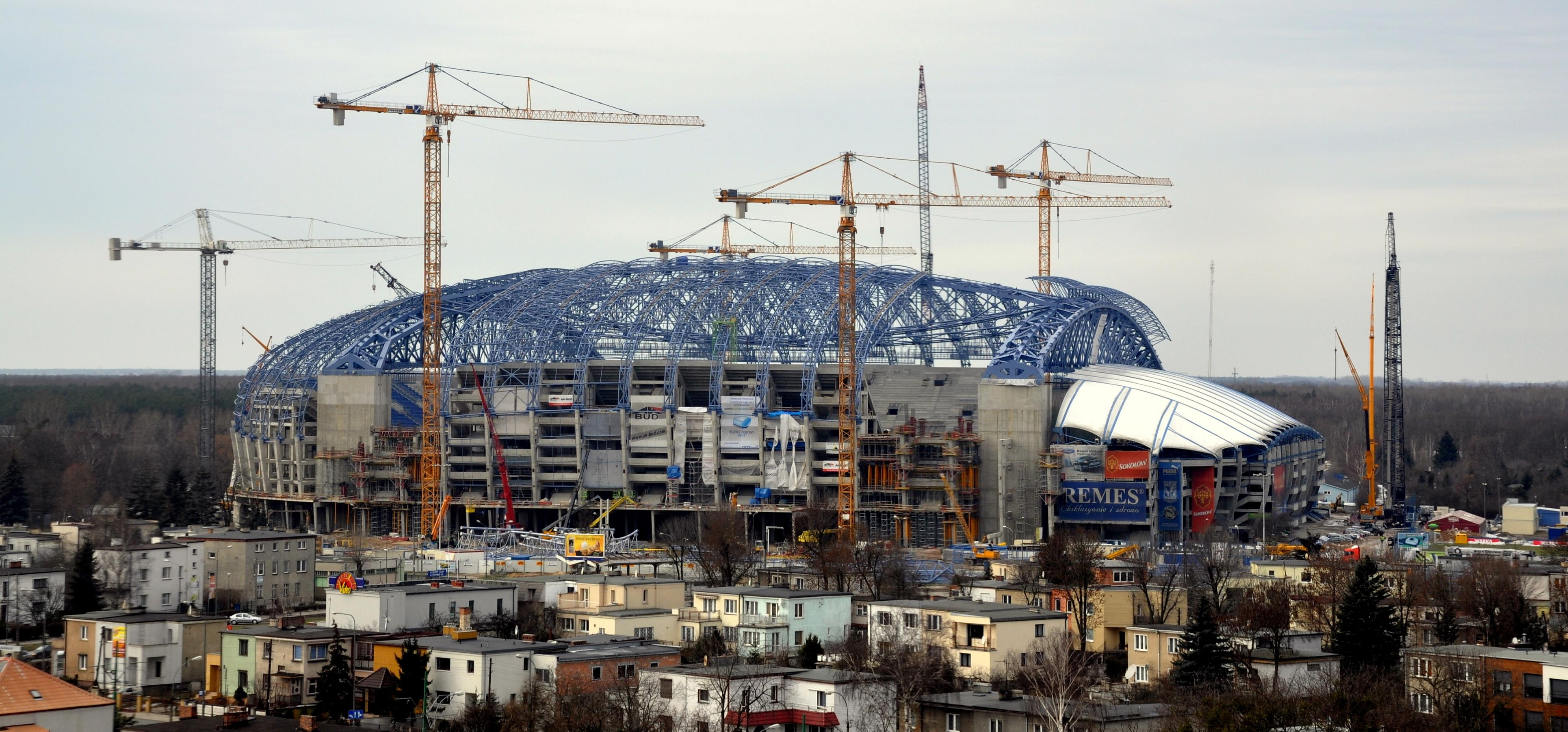
Trong quá trình xây dựng (tháng 3 năm 2010)
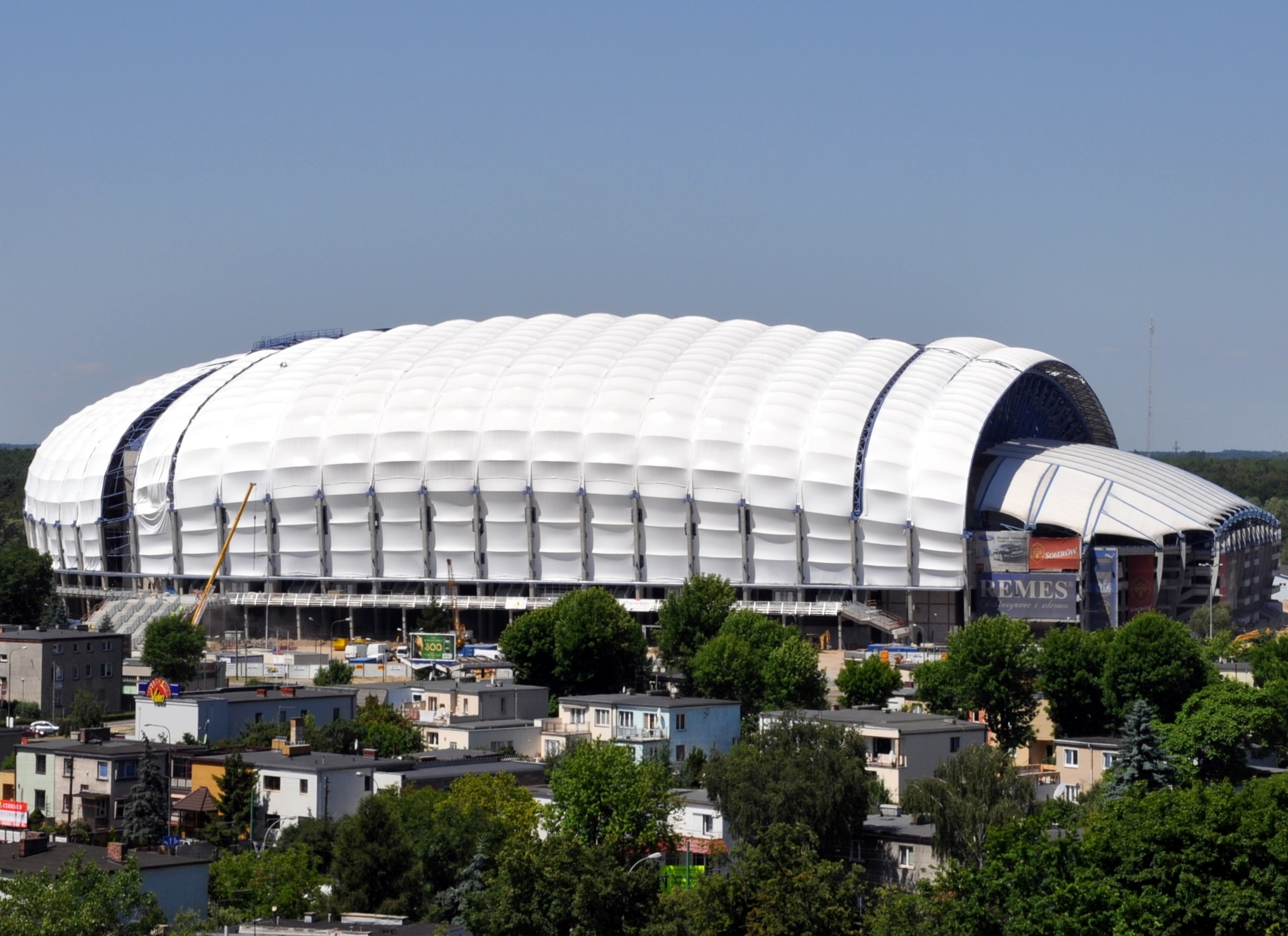
Hoàn thành xây dựng  (2010)
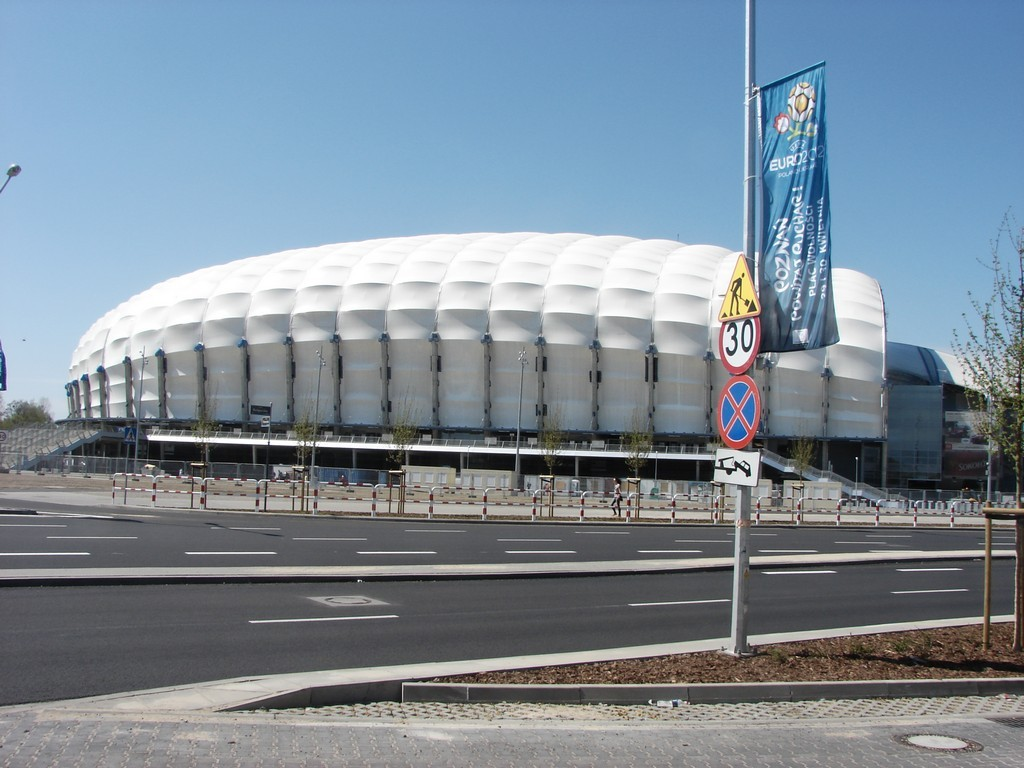
bên ngoài
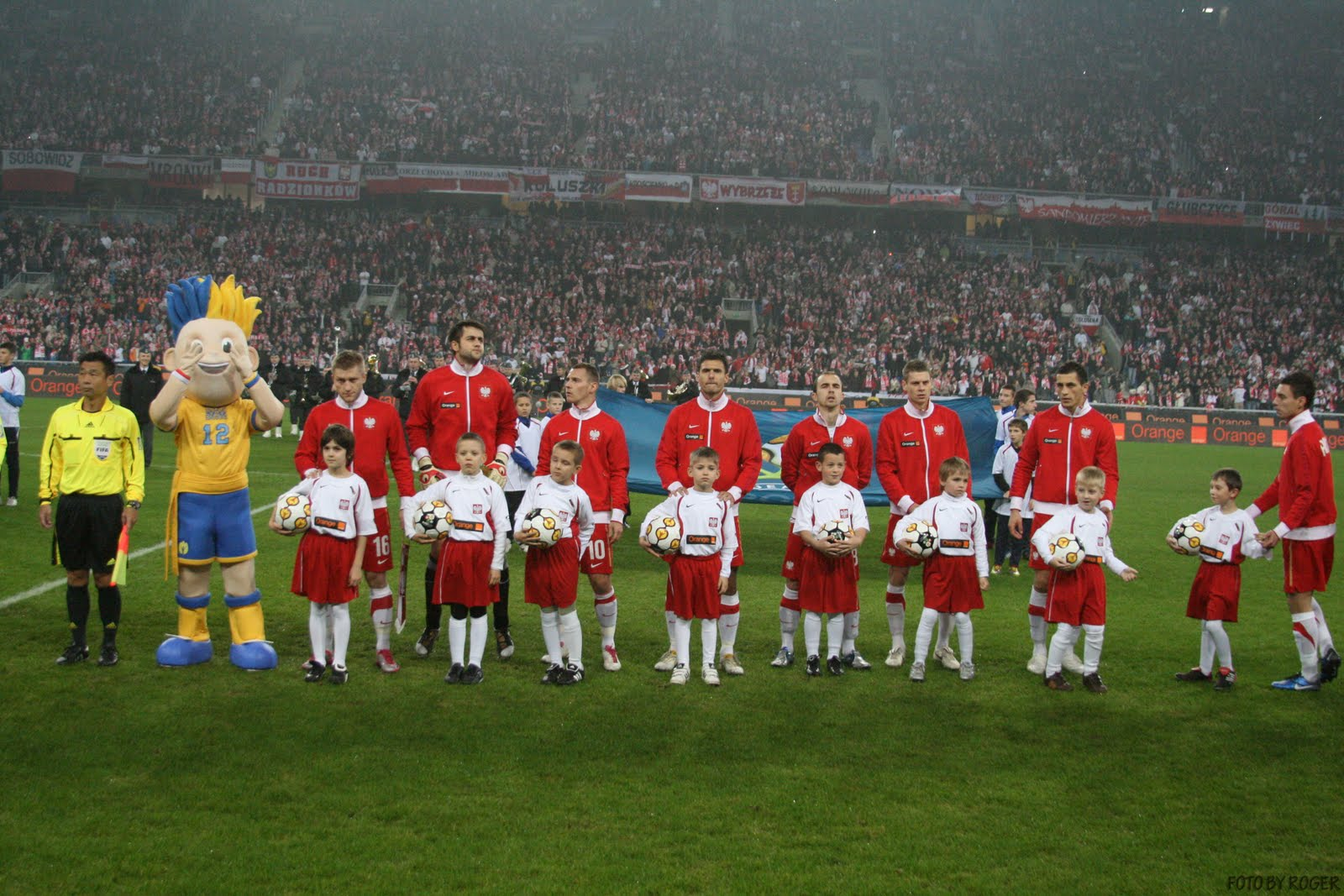
Trận đấu của đội tuyển bóng đá quốc gia Ba Lan
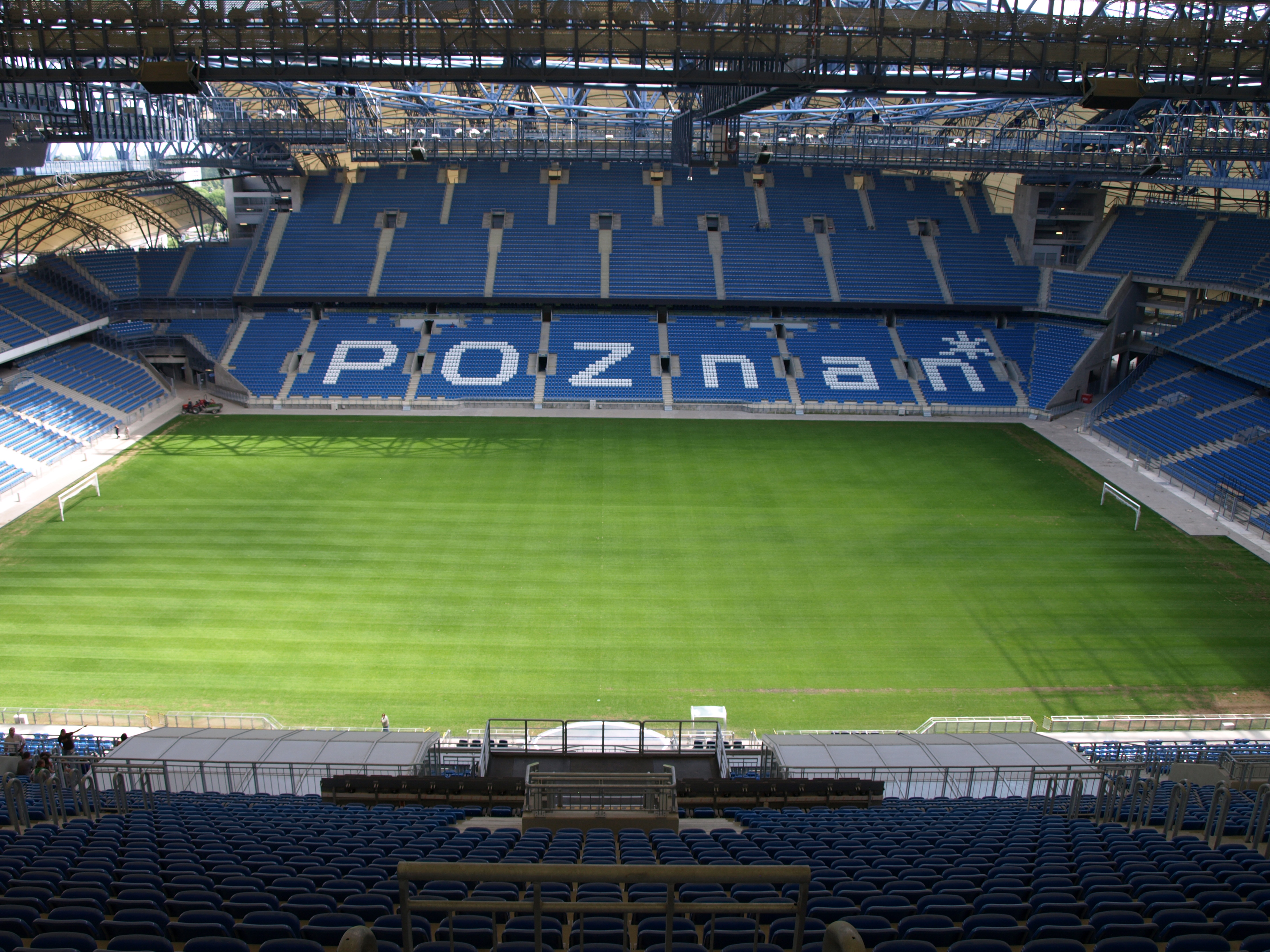
Sân vận động trước trận đấu
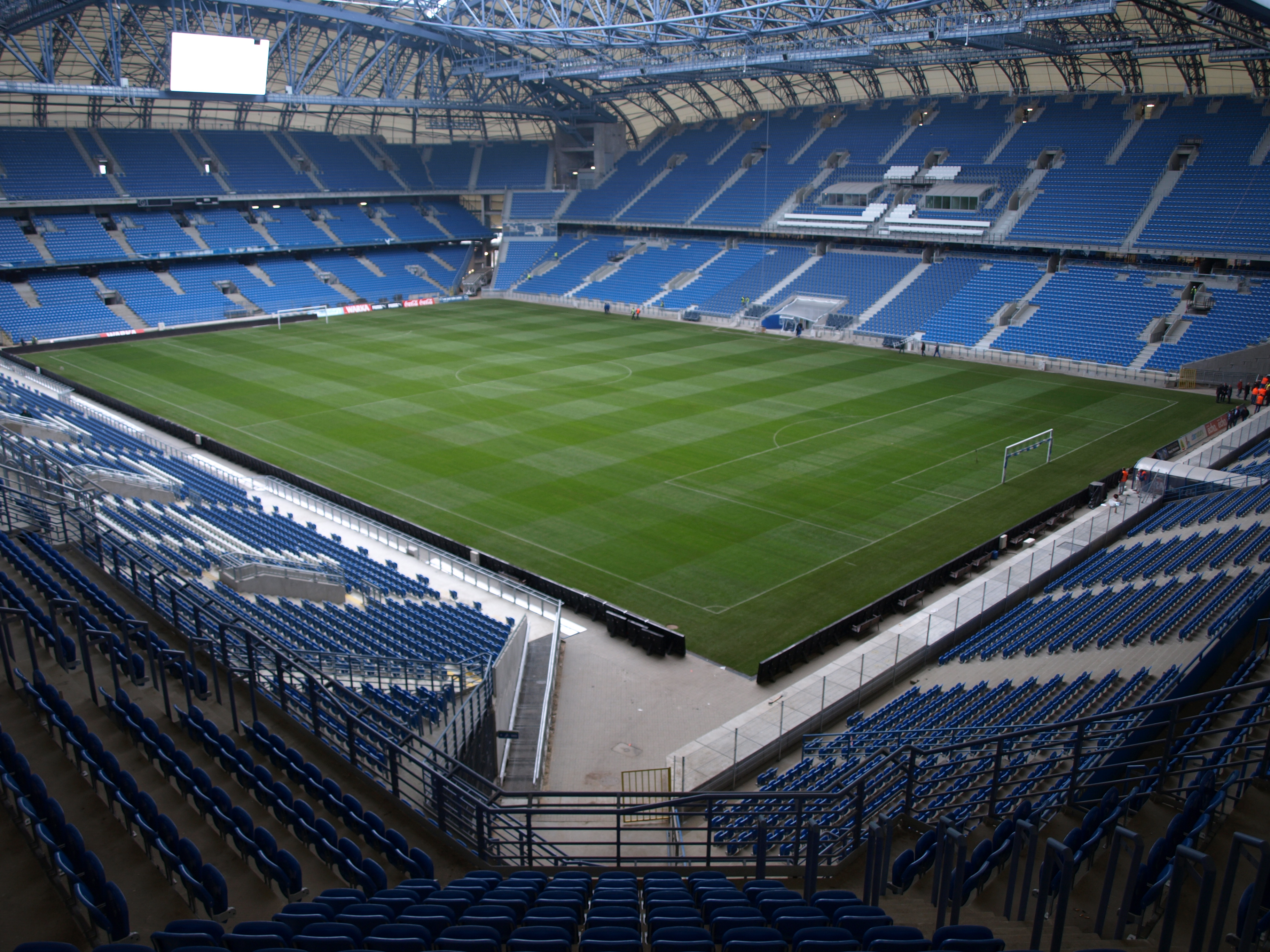
góc sân phía Đông Bắc
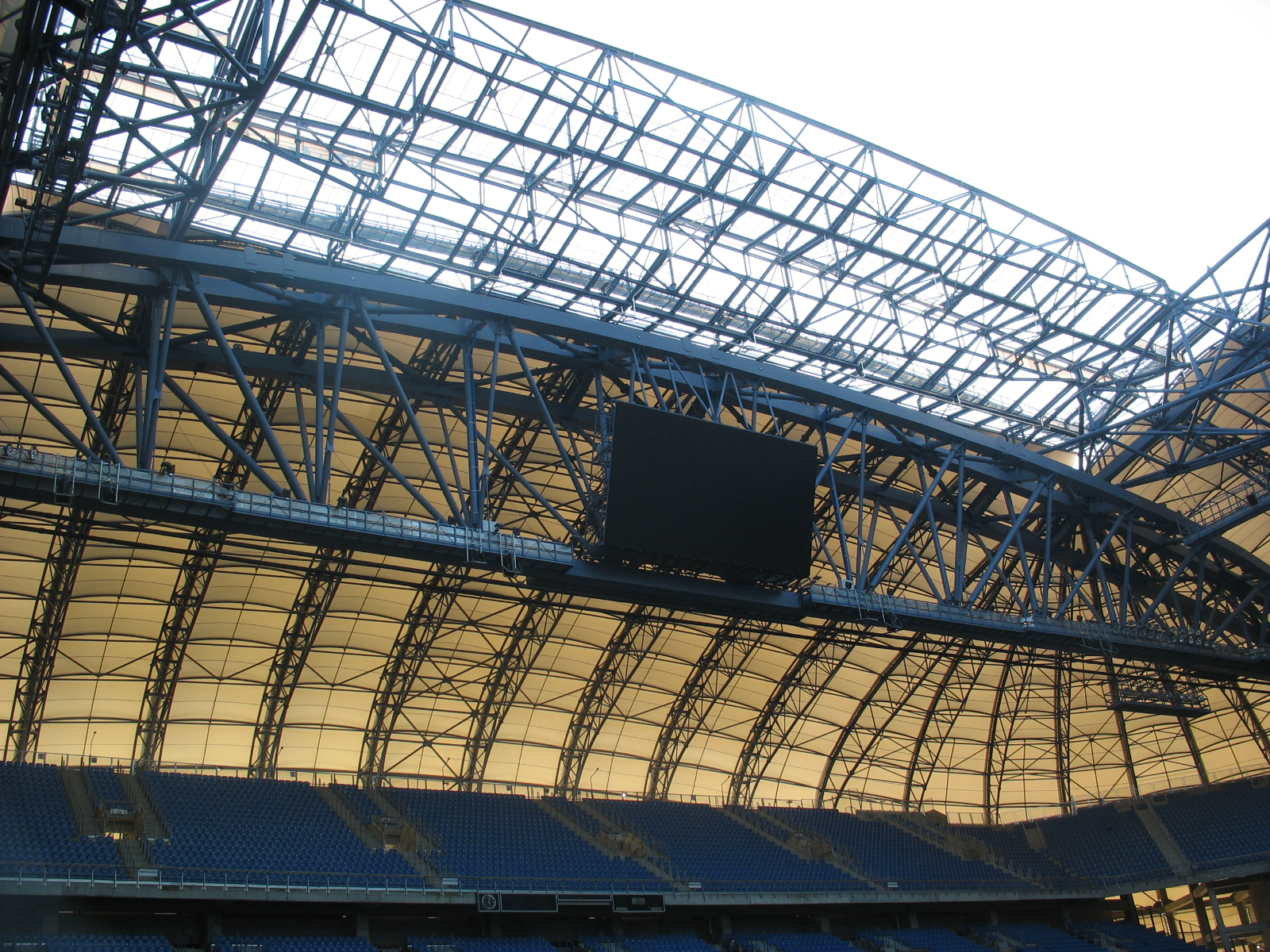
Màn hình LED hiển thị trên không. Khán đài III
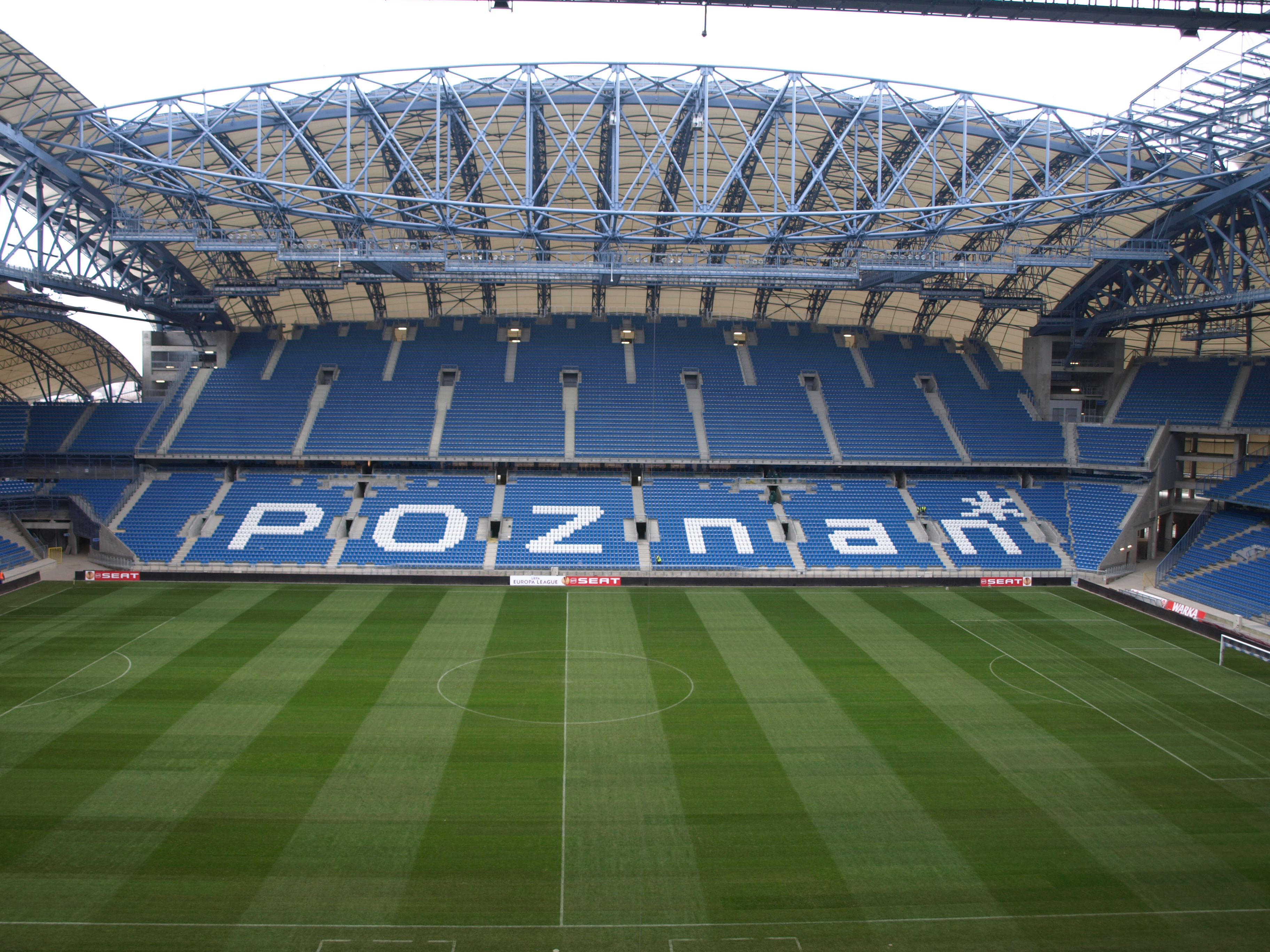
mặt sân